# おキツネSummer 〜夏合宿・女の子付き〜
『おキツネSummer 〜夏合宿・女の子付き〜』（おきつねサマー なつがっしゅく おんなのこつき）は、2006年12月22日に株式会社ネクストンのブランド・SCORE【しゅこあ!】から発売されたアダルトゲーム。2007年4月20日にはおまけシナリオがホームページ上に公開されている。

## ストーリー
小さい頃、主人公、恭平には義理の母と妹がいた。妹は星が好きだった。しかし程なくして、母と妹は家を出て行き、恭平は兄ではなくなった…。
大きくなった頃、親戚のペンションでバイトをするようになる。そこにも星が大好きな、歳下の従姉妹がいた。
そして、兄でなくなって十数年、従姉妹と仲良くなって5年目の夏が今年もやってくる。

## 登場人物
戸田恭平（とだ きょうへい）
主人公。
キツネ
声：みる
佐藤彗佳（さとう すいか）
声：茶谷やすら
小さい時離れ離れになった恭平の義妹。四条院学園2年生の天文部。
楠木由美（くすのき ゆみ）
声：桜川未央
恭平の従兄妹。学園2年で天文部。家がペンションを経営しており看板娘。
朝比奈一子（あさひな いちこ）
声：佐本二厘
学園1年の天文部。無邪気で元気で部のマスコット。
能登茉莉絵（のと まりえ）
声：風音
学園3年で水泳部兼天文部。頭より先に手が出るタイプ。胸が大きいが胸のことに触れるとキレる。
桑原詩音（くわはら しおん）
声：芹園みや
学園3年の天文部。無口で無表情だが心の中では感情の起伏が多い。
楠木加代（くすのき かよ）
声：如月葵
由美の母親で恭平の叔母だが見た目はかなり若い。学園の卒業生でペンションオーナー。破壊神。
鯉川理恵（こいかわ りえ）
声：桃井いちご
天文部顧問。

## スタッフ
- シナリオ：中本穂積、天崎カケル
- 原画：千葉千夏
- 音楽：下地和彦、Ebi (SoundUnion)
- プログラム：播磨与一
- 演出：中本穂積、下地和彦、おんたま、Feeler
- ムービー製作：パリオ (Mju:z)

## 主題歌
「私のLocus」
作詞：下地和彦 / 作曲：下地和彦 / 歌：KIRIKO